# 129314 Dathongolish
129314 Dathongolish è un asteroide della fascia principale. Scoperto nel 2005, presenta un'orbita caratterizzata da un semiasse maggiore pari a 3,1448154 UA e da un'eccentricità di 0,1556967, inclinata di 27,01235° rispetto all'eclittica.